# Дубоки поток (водопад)
Водопад Дубоки поток, међу локалним становништвом познатији под именом Бук, се налази у околини Крагујевца у насељу Ждраљица, недалеко од главног пута Крагујевац-Јагодина, а у подножју брда Жежељ на надморској висини од 276 м. Водопад се формира када воде Дубоког потока који тече низ брдо Жежељ, формирају осам мањих водопада, а након тога се обрушавају преко стрмог одсека високог око 15 м.Водопади се налазе у еруптивном терену од дијабаза што представља природну реткост од посебног значаја. Мештани га зову водопад Бук и представља највећи и највиши водопад у Шумадији. Активан је током целе године, али је најиздашнији у пролеће када долази до отапања снега са околних падина и појаве обилних падавина, чиме се ниво воде у реци повећава па самим тим и водопад бива атрактивнији. Испред водопада се налази стара буква испод које је Ћосићки извор хладне воде, коју мештани користе за пиће. Клисураста долина водопада обрасла буковим и храстовим шумама представља посебну природну лепоту. Код водопада почиње регистрована Крагујевачка планинарска стаза Жежељ-Бешњаја.
Од водопада